# 512 (numero)
Cinquecentododici (512) è il numero naturale dopo il 511 e prima del 513.

## Proprietà matematiche
- È un numero pari.
- È un numero composto con 10 divisori: 1, 2, 4, 8, 16, 32, 64, 128, 256, 512. Poiché la somma dei divisori (escluso il numero stesso) è 511 < 512, è un numero difettivo.
- È un cubo perfetto, infatti 8 x 8 x 8 = 83 = 512.
- È la nona potenza di 2.
- È un numero di Harshad (in base 10), cioè è divisibile per la somma delle sue cifre.
- È un numero palindromo nel sistema di numerazione posizionale a base 7 (1331).
- È un numero pratico.
- È un numero colombiano nel sistema numerico decimale.
- È un numero di Dudeney.
- È un numero di Leyland.
- È parte delle terne pitagoriche (384, 512, 640), (512, 960, 1088), (512, 2016, 2080), (512, 4080, 4112), (512, 8184, 8200), (512, 16380, 16388), (512, 32766, 32770), (512, 65535, 65537).

## Astronomia
- 512 Taurinensis è un asteroide della fascia principale del sistema solare.
- NGC 512 è una galassia spirale della costellazione di Andromeda.

## Astronautica
- Cosmos 512 è un satellite artificiale russo.